# Tripolitana

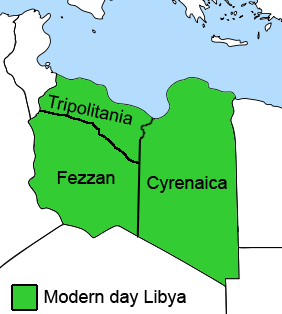
Tripolitana

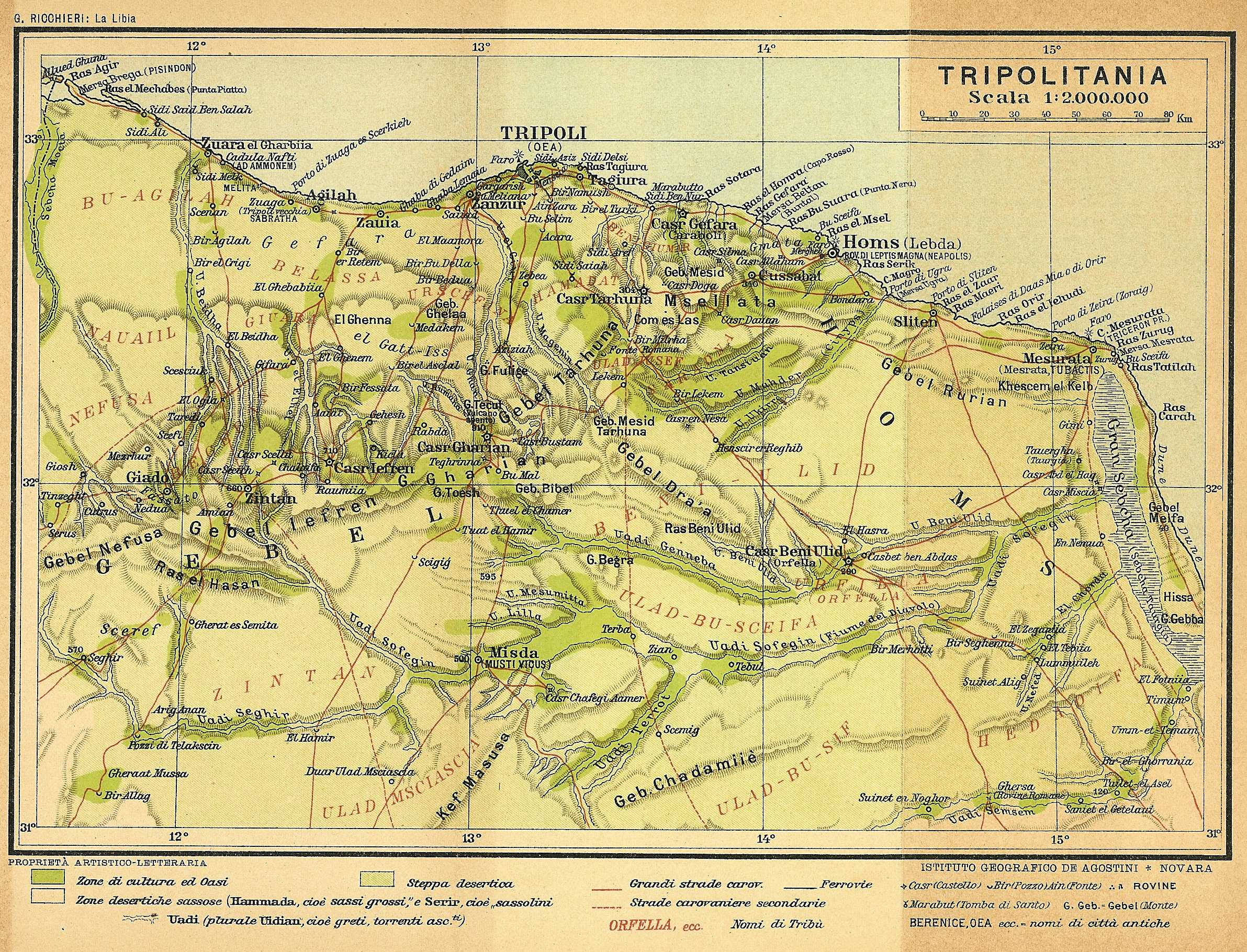
Tripolitana

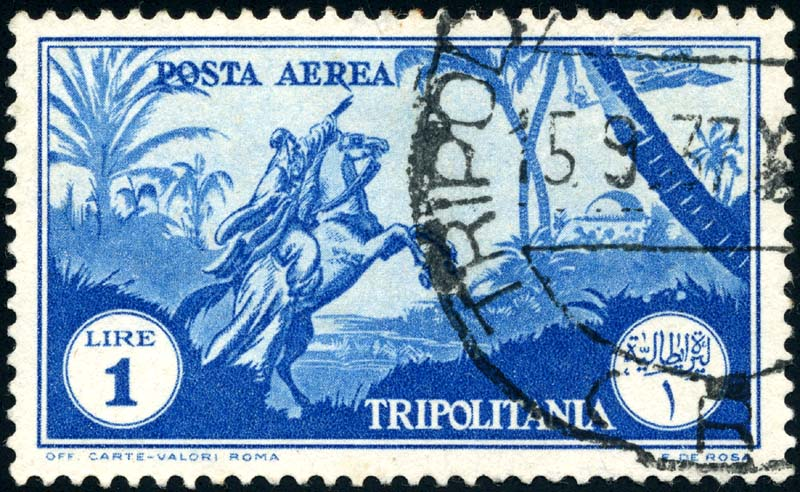
Segell de 1931

La Tripolitana o Tripolitània (àrab: إقليم طرابلس, iqlīm Ṭarābulus) és una regió històrica de Líbia, formant la part nord-occidental del país. Avui dia està formada per diverses subdivisions menors.

## Història

### Fins a la conquesta àrab i musulmana
La ciutat de Trípoli s'anomenava inicialment Oea i estava a uns quilòmetres a l'oest de Leptis Magna, a un lloc ben protegit on podien desembarcar vaixells. Fou fundada pels fenicis i eixamplada per grecs i romans. El nom Trípoli va aparèixer al segle iii. El comerç entre Trípoli i la Cirenaica es va desenvolupar sota els romans d'Orient.
La conquesta àrab es va iniciar el 642 en una expedició d'Amr ibn al-As que va sortir d'Alexandria, va ocupar la ciutat de Barca i va travessar les fortaleses de Sozusa (Susa), Paretónion (Marsa Matruh) i Ptolemais (Tulmatya) i va arribar a Tauchita (Tukra). El mateix any va seguir una segona expedició que tenia com a objectiu Trípoli, ben defensada pels romans d'Orient que disposaven d'algunes naus. La ciutat fou assetjada i al cap d'un mes els àrabs hi van entrar per un forat oblidat, i va ser saquejada (642 o 643). Els romans d'Orient, incloent part de la població, van fugir en vaixells.
Els romans d'Orient la van reconquerir però no se'n sap la data, però els àrabs musulmans la van tornar a ocupar el 667. Segurament el 690 els romans d'Orient van recuperar Trípoli al mateix temps que ho van fer amb Barca.

### Dinasties musulmanes
El 703 tornava a estar en mans dels àrabs. Els governadors de Trípoli i Tripolitana eren nomenats pel governador d'Ifríqiya. L'esdeveniment principal d'aquesta època foren les revoltes d'Ukasha ibn Ayyub al-Fazarí el 741 i d'Ismaïl ibn Ziad an-Nafussí el 759. A partir del 800 els governadors depenien de l'emir aglàbida d'Ifríqiya.
A patir del 827 Trípoli fou una de les bases per la conquesta de Sicília. El 878/879 Tripolitana fou envaïda per Àhmad ibn Tulun d'Egipte, però la ciutat no va poder ser ocupada i l'expedició es va acabar en fracàs. El 909 va passar a mans dels fatimites i la revolta de Muhammed ibn Ishak al-Kuraysh i altres el 912 va fracassar.
El 969 el general Djawhar al-Sikilli va sortir de Trípoli per anar a conquerir Egipte. El califa fatimita Abu-Tamim Muadh ibn al-Mansur al-Muïzz li-din-Al·lah (952–975) va establir la seva residència temporal a Trípoli el 972.
El 977 fou confiada als zírides. El governador zírida va entregar la ciutat a Yunus as-Siqil·lí, governador fatimita de Cirenaica, l'any 1000. L'emir zírida Nasr ad-Dawla Badis ben al-Mansur (996-1016) va enviar una expedició que en va recuperar el control.
El 1001, aprofitant les lluites entre zírides i fatimites, els Banu Khazrun van prendre el control de la ciutat; poc després declaraven la seva lleialtat al califa fatimita però el 1012 van passar a ser tributaris zírides fins al 1022, governant després de manera independent.
A partir del 1052 els hilàlides Banu Zughba van assolir el poder a Tripoli, i el van conservar la resta del segle i el següent. El 1143 els normands van atacar Trípoli però foren rebutjats, però un segon intent el 1146 va reeixir i la ciutat fou ocupada el 17 o 18 de juny de 1146, i un emir va restar com a nominal senyor. El 1148 els normands van atacar Mahdia, Sfax i Gabès i les van ocupar (Mahdia el 22 de juny de 1148), deposant la dinastia zírida i agafant el control directe de les ciutats. El 1158 quan va córrer el rumor que els almohades avançaven cap a la Tripolitana, una revolta a la capital va obligar els normands a reembarcar.
El 1159 els almohades entraven a Tripolitana i ocupaven Trípoli, el governant de la qual va restar al seu lloc. El domini almohade va durar fins vers el 1177 quan fou ocupada per Qaràqux, aventurer armeni al servei de l'aiúbides que disposava de contingents de turcs oghuz. El 1195 va passar al mallorquí Yahyā ibn Ali ibn Ġānīya que la va conservar fins al 1203, quan fou abandonada.
Després va retornar als almohades que la van conservar almenys fins al 1229 i segurament encara uns anys més; a partir d'aquesta data els hàfsides, independitzats a Ifríqiya, no van tardar a imposar el seu domini al governador almohade de Trípoli.
Després de tres quarts de segle de domini hàfsida es va imposar la dinastia amaziga dels Banu Thabit o Banu Ammar, de la tribu amaziga hawwara. La va arrabassar en un estratagema el genovès Filippo Doria i els genovesos la van vendre per 50.000 mithkals d'or a Ahmad ibn Makki dels Banu Makki de Gabès que fins al 1364 o 1365 va reconèixer la sobirania marínida (nominal).
Vers el 1371 va tornar a mans dels Banu Thabit. El 1398 els hàfsides van recuperar la regió i hi van tenir governadors que després del 1470 foren de fet independents. El 25 de juliol de 1510 la ciutat de Trípoli fou ocupada pels espanyols i Carles V la va cedir el 1530 als cavallers de Malta. El 14 d'agost de 1551 van capitular davant una poderosa flota otomana.

### Domini otomà
El primer governador Murad Pasha encara va derrotar altre cop els cavallers en una expedició per sorpresa contra la vila de Zuwara. A la mort de Murad el 1556 el va succeir Torgut (Dragut) que fou famós per la seva activitat corsària; va rebutjar una expedició del gran mestre de l'orde del cavallers de Malta (amb 14.000 soldats espanyols, alemanys i italians) contra Tripoli i va participar en l'atac a Malta i durant la qual va morir el 23 de juny de 1565. El seu successor Yahya Pasha només va governar un any, i va morir el 1566 i el va succeir Ulugh Ali o Uluç Ali Pasha (Kılıç Ali Pasha) conegut pels italians com Lucciali i pels otomans com Uluç Reis, ajuda de camp de Dragut, que fou també un pirata famós i va esdevenir kapudan paixà de la flota otomana del 1571 a la seva mort el 1587.
Els següents paixes no van fer res d'especial; Ramadan va morir el 1584; sota Hussein Pasha el 1587 els cavallers de Malta van fer un nou intent desembarcant per donar suport a una revolta local contra els turcs, però l'intent va fracassar. Els següents governadors va haver de reprimir diverses revoltes tant a la ciutat com en altres llocs de Tripolitana. Vers 1607-1609 fou governador un genovès que es feia dir Ali Bek que enviava diners a la seva germana que vivia a Gènova. El 1610 Sulayman Safar (1610-1620) es va fer quasi independent fins que finalment fou penjat per Khalil Bey, kapudan paixà de la flota, en represàlia perquè no escoltava als emissaris turcs. El seu successor Mustafa Sherif va tenir també un final tràgic el 1631. En el segle xvii s'hi van establir els primers cònsols; el primer conegut fou De Molin, establert el 1630 com a delegat del govern de Lluís XIII de França.
Després de Mustafa Sherif va pujar al govern Ramadan Dey, cap de la milícia local, que el 1633 va cedir el poder al corsari anomenat Mehmed Pasha Sakizli originari de Quios (1633-1649) que va rebre el títol de paixà del sultà Murat IV i va estendre el seu poder a Cirenaica i al Fezzan; el successor (7 de novembre de 1649) fou Osman o Uthman Sakizli, també de Quios que va estar al poder fins al 1672 i va seguir l'obra de Mehmed; fou un dels paixes més poderosos del segle; durant el seu govern, el 1658 una flota anglesa va desembarcar al cònsol Samuel Toker, primer cònsol anglès.
Els següents governadors foren efímers (uns tres anys màxim, alguns un any o menys) i en aquests anys es va produir el bombardeig del port de Skio per l'almirall Duquesne el 1681 i el 1685 l'almirall D'Estrées va bombardejar Trípoli amb tal efecte que el paixà Hadjdji Abdallah Dey Izmirli va acceptar signar la pau pagant cinc-centes mil lliures. Finalment va arribar el montenegrí Mehmed Imam Kerdeki (Sahib al-Ain) que hi va aportar estabilitat (1687 a 1701 i 1702 a 1706) tot i que també va patir un atac europeu el 1695; el seu nebot Khalil Beg (després Khalil Pasha) el va succeir (octubre de 1706) però fou enderrocat el novembre de 1709 pels principals caps pirates amb el suport dels geníssers. Khalil va anar a Constantinoble i va aconseguir ser confirmat en el càrrec (1710) però entremig, després de dos anys de lluites de faccions, va agafar el poder Ahmad Karamanli, i quan va arribar i va exigir el càrrec pel que havia estat nomenat pel sultà, Ahmad el va fer executar.

### Dinastia Karamanli
Per la història durant la dinastia Karamanli, vegeu Karamanli.

### Província otomana
El 1835 es va establir el govern otomà directe. El govern inicialment incloïa Cirenaica però aquesta regió va passar aviat a mans dels senussites; Tripolitana va esdevenir un pashalik. L'incident més destacat fou la reclamació per Turquia de l'oasi de Jesnet, que va enfrontar l'imperi Otomà amb França (juliol de 1906) la qual no va reconèixer la pertinença d'aquest oasi al grup de Ghat i el va ocupar militarment igual que el de Bilma.

### Conquesta italiana
El 22 de setembre de 1911 el vaixell italià Derna es presentava davant Tripoli i el 27 de setembre es va lliurar a Turquia un ultimàtum donant 48 hores per la cessió de Tripolitana i Cirenaica. El termini va acabar el 29 de setembre i Turquia el va rebutjar. Itàlia va declarar la guerra immediatament (el mateix dia 29) i el 3 d'octubre començà el bombardeig de Trípoli; la guarnició turca es va replegar cap al sud; el 4 d'octubre es va bombardejar Yebruk; el 5 d'octubre s'inicia l'ocupació de Trípoli amb poca resistència; el 6 d'octubre tota la costa tripolitana estava bloquejada; el 10 d'octubre el còlera va afectar els italians; l'11 d'octubre el general Caneva fou proclamat comandant en cap de la Tripolitana.
El 12 d'octubre va desembarcar una segona divisió italiana; el 17 d'octubre es van produir els desembarcaments a Derna i Bengasi (Cirenaica) i Derna fou ocupada l'endemà i Bengasi el dia 20 d'octubre. El 22 d'octubre els turcs amb uns 6.000 homes, van contraatacar dirigits pel coronel Neshad Bey i el tinent coronel Ali Fethy, a la zona de Sharashot a l'est de Trípoli i els italians foren atacats per la població local de les poblacions per les que passaven en la retirada (on abans havien estat ben rebuts) provocant una sagnant repressió italiana el 25 d'octubre. El 26 d'octubre es va produir una nova ofensiva turca a Sidi Mesri i Henni al sud de Bu Meliana. El 31 d'octubre, 1, 2, 8 i 12 de novembre, els italians va fer retirades tàctiques, sent empesos cap a Trípoli; el 5 de novembre el rei d'Itàlia declara l'annexió de Tripolitana i Cirenaica.
Les pluges de novembre van aturar (o més exactament alentir) les operacions i els italians van portar fins a 100.000 homes (equivalent a tota la població de Tripolitana en edat de combatre). Després d'uns mesos de conflicte, a la meitat del 1912 els italians només dominaven Trípoli i Homs o Joms (i Bengasi, Derna i Tobruk a Cirenaica) i cap a l'interior no passaven d'Ain Zara a 10 km de Trípoli. La guerra va acabar oficialment en el Conveni de Lausana de 15 d'octubre de 1912 pel qual Turquia tenia 3 dies per renunciar-ne a la sobirania; però l'Imperi Otomà no va voler reconèixer la sobirania italiana sobre la província i en el firman del sultà en el qual la renúncia pactada es feia efectiva es deia "ciutadans de Tripolitana, us concedeixo una plena i total autonomia". El tractat de pau fou signat també a Lausana el 18 d'octubre de 1912 i disposava l'evacuació de les províncies per Turquia però no s'hi esmentava de cap manera la sobirania italiana.

### Emirat de Djabal Nafusa (1912-1913)
La resistència la va encapçalar Sulayman al-Baruni, un dirigent amazic del Djabal Nafusa, representant de Tripolitana al parlament otomà; va constituir un emirat al Djabal Nafusa i va resistir durant 1912 i quasi tot el 1913, quan finalment derrotat va fugir a Europa. Tripolitana estava pacificada i en poder dels italians.

### Resistència pro turca
Els italians van iniciar la colonització amb construcció de carreteres, hospitals i altres serveis, però en esclatar la Primera Guerra Mundial el 1914, els senussites que dominaven la major part de Cirenaica i rebien subsidis de Turquia, van iniciar l'agitació. Fezzan es va revoltar (finals de setembre de 1914) i el novembre la revolta s'havia estès de tal manera que els italians van haver d'evacuar el territori, que va passar als senussites.
Poc després de la declaració de guerra d'Itàlia a Àustria el 23 de maig de 1915, les tribus de Tripolitana es van revoltar i els italians van decidir evacuar l'interior. El juliol els italians van patir una seriosa derrota a Aziza (60 km al sud de Trípoli) i només va conservar la capital i Joms. Turquia va renovar la seva reclamació sobre Tripolitana i va nomenar-ne un governador o delegat, i els seus agents van començar a predicar la rebel·lió a Algèria i Tunísia (aquí es va produir una revolta al sud entre setembre i octubre de 1915 però no va prosperar).
El 1916 no hi va haver operacions excepte l'ocupació pels italians de Zwara l'agost de 1916. Al-Baruni va reaparèixer i fou desembarcat pels alemanys a Misratah (25 de setembre) amb un firman imperial que el nomenava governador general de Tunísia, Algèria i Tripolitana; se li va unir a Misratah el cap local Ramadham al-Shtewi al-Suwaylihi, un nacionalista; també li va donar suport Nuri Bey, el nou delegat otomà, que va organitzar un exèrcit de 6.000 homes que va fer atacs tot el 1917. Els rebels van ser derrotats per quatre vegades en accions limitades, però els italians no els van poder derrotar decisivament. Al-Baruni va fer atacs a Trípoli que no van tenir èxit.

### República Tripolitana
Ramadham al-Shtewi al-Suwaylihi va establir a Misurata l'embrió de la República Tripolitana ja el 1917 quan van esclatar conflictes entre les faccions de la resistència. A part dels nacionalistes, els reformistes estaven dividits en dos faccions, una de les quals la dirigia Sidi Idris que l'abril de 1917 va iniciar converses amb anglesos i italians. Nuri Bey va dimitir el 1918 i va sortir del país i el seu successor, Ishak Pasha, fou intractable i va esdevenir molt impopular i el govern otomà va enviar al príncep Osman Fuad, net de Murat V que va arribar en un submarí l'abril de 1918. Va provar d'arranjar les diferències entre les tribus i entre les faccions. L'armistici de Mudros de 30 d'octubre de 1918 va modificar parcialment la situació. Les faccions van convenir en l'establiment de la república de Tripolitana com estat independent (18 de novembre de 1918) a la qual van donar suport tant al-Suwaylihi com al-Baruni, i els elements que donaven suport als otomans van afavorir ara aquesta via. Itàlia va decidir negociar encara que la situació a la regió era complicada per la presència d'almenys dotze caps (la situació a Cirenaica era més senzilla).

### Colònia autònoma de Tripolitana
El 17 de maig de 1919 la colònia de Líbia fou dividida en dues: Triopolitana i Cirenaica. Itàlia va pactar principalment amb al-Baruni i els caps més poderosos: un Reial decret d'1 de juny de 1919 donava als tripolitans el dret de ciutadania italiana, reconeixia la llei islàmica com a llei civil, i es creava una assemblea electiva per decidir sobre legislació i impostos. Dels caps tripolitans, Ramadham al-Shtewi al-Suwaylihi era el més oposat, i es negava a acceptar l'acord, però finalment va reconèixer la sobirania italiana i fou nomenat mutezarif de Misurata. La bandera italiana es va hissar el 12 de juliol de 1919 a Azizia i la república Tripolitana va quedar dissolta. L'1 d'agost fou nomenat governador de Tripolitana Vittorio Mezinger com encarregat d'aplicar la nova política que establia una colònia autònoma amb capacitat legislativa.

### Restauració de la república Tripolitana
El setembre la frontera amb França a Tunísia fou rectificada. Van passar uns mesos i no es va donar cap pas per a les eleccions i el 16 de novembre de 1919 es va tornar a proclamar la república a Misurata amb Ahmad Tahir al-Murayyid al front. Els líders àrabs i amazics van formar un Partit Nacional de la Reforma (Hizb al-Islam al-Watani). Amb el nou governador Luigi Mercatelli (juny de 1920) la situació va començar a evolucionar de manera diferent retornant a la política colonialista. Ramadham al-Shtewi al-Suwaylih va fer presoner al comandant de les tropes italianes a al Khums però al cap d'unes setmanes el va alliberar. La tribu Yarhuna es va revoltar i al-Suwaylihi, requerit pels italians, no va voler participar en la lluita. Després de l'assassinat d'al-Suwaylih (agost de 1920) els dirigents de la república i els líders en territoris sota control italià van passar a la clandestinitat.
El setembre de 1921 el príncep hereu Humbert II d'Itàlia va visitar Trípoli. El 26 de gener de 1922 va començar l'ocupació de Misurata Marina, principal port dels republicans, que va acabar el 12 de febrer de 1922. Els nacionalistes van assetjar Azizia que fou alliberada pels italians el 3 d'abril. El ministeri italià va aprovar l'avanç altre cop cap a l'interior. Les primeres localitats ocupades foren Sidi el-Chemri prop de Al Khums i Sidi el-Uled prop d'Azizi. Gairebé el mateix dia de la marxa feixista sobre Roma (finals d'octubre) fou ocupada Gefren; a l'hivern del 1922-1923 es van preparar més avanços i a començaments del 1923 van seguir Sliten, Tarhuna, Misurata (ciutat) i altres. La república va acabar així. La zona desèrtica al sud fou ocupada el 1924.

### Colònia italiana, ocupació britànica
L'1 de gener de 1934 les colònies de Tripolitana, Cirenaica i Fezzan foren reagrupades en la colònia de Líbia.
El 23 de gener de 1943 els britànics van ocupar Trípoli i progressivament Tripolitana i la van posar sota el seu control fins al final de la guerra.

### Estat de Tripolitana dins el regne de Libia
El març de 1951 es va establir un govern responsable i el 24 de desembre de 1951 es va proclamar el regne federal de Líbia, del qual Tripolitana fou membre constituent. El sistema federal fou abolit el 25 d'abril de 1963.

## Governadors

### Governadors musulmans (califals, aglàbides, fatimites, zírides)
- Uqba ibn Nafi al-Fihrí 643-666
- Ruwaifi' ibn Thabit al-Ansari 666-669
- Uqba ibn Nafi al-Fihrí (segona vegada) 669-683
- Zuhair ibn Kaïs al-Balawi 683-695
- Atiya ibn Yurbu al-Madhhidgi 695-696
- Hassene ibn al-Numan al-Ghassani 696-705
- Bakr ibn Issa al-Kaïsi 713/4- ?
- Vacant ? - 728
- Yazid ibn Abi Muslim al-Kindi 728-741
- Safwan ibn Abi Malik 741-742
- Muawiya ibn Safawan 742-747
- Ilyas ibn Habib al-Fihri 747-755
- Hamid ibn Abdallah al-'Aqqi 755- ?
- Yazid ibn Safwan al-Maafiri ? -759
- Amr ibn Suwayd al-Muradi 759-761
- Abdallah ibn Rahima 758-761
- al-Mukhariq ibn Ghifar al-Tai 761-768
- al-Djunayd ibn Bashar al-Assadi 768- ?
- Said ibn Shadded ? -793
- Yahya ibn Musa 793-795
- Sufyan ibn Abi-l Muhadjir 795-805
- Ibrahim ibn Sufyan al-Tamimi 805-811
- Abdallah ibn Ibrahim al-Tamimi (Ifríqiya oriental) 811
- Sufyan ibn Abi-l Muhadjir (segona vegada) 811-838
- Desconeguts 838-859
- Abdallah ibn Muhammed al-Tamimi (Ifríqiya oriental) 859- ?
- Muhammed ibn Kahrub 868-888
- vacant 888-891
- Shukr al-Sikilli 891- ?
- Ahmed ibn Abdallah al-Aghlabi 903-909
- Als fatimites 909
  - Makanun ibn Dhubara al-Lihiani 909-912
  - Desconeguts 912-953
  - Abu-l Futuh Zayyen as-Sikilli
  - Bassil as-SiKilli 953-973
  - Abdallah ibn Yakhluf al-Kutami 973-977
- Als zírides 977
  - Ousla ibn Bakkar 977-1000
  - Yanus al-Sikilli (nomenat pels fatimites) 1000
  - Fattuh ibn Ali 1000-1001

### Dinastia Banu Khazrun
- Fulful ibn Saïd 1001-1002
- Yahya ibn Hamdun al-Andalusi 1002-1003
- Fulful ibn Saïd (altre cop) 1003-1009
- Warru ibn Saïd 1009-1012
- Muhammad ibn al-Hassan 1009-1014
- Abu Abdallah ibn al-Hassan 1014-1022
- Khalifa ibn Warru 1022-1028
- Saïd ibn Khazrun 1028-1037
- Abu l-Hasan Ali 1037-1038
- Khazrun ibn Khalifa 1038- 1077 (des de 1052 només a la ciutat de Trípoli)
- Emirs de noms no registrats per les fonts 1077-1146
- Protectorat sicilià

### Banu Zughba (hilàlides)
- Abu Muhammad Abdallah 1052-1058
- al-Muntasir ibn Khazrun 1058-1068
- Khalifa ibn Khazrun 1068-1078
- Muqallab 1078- ?
- Shah Malik al-Turki fl. c. 1095
- Muhammad ibn Khazrun 1095-1146
- Sheikh Abu Yahya 1146-1148

### Dominacions normanda, aiúbida i mallorquina
- Als normands de Sicília 1148-1158
- Abu Yahya Rafi ibn Matruh al-Tamimi 1148-1160
- Als almohades 1160-1177
- Qaràqux 1177-1189
- Governador almohade (nom no conegut) 1189-1191
- Qaràqux (segona vegada) 1191-1195
- Yakut al-Iftikhar (lloctinent de Qaràqux) 1195
- Yahya ibn Ghàniya 1195-1203

### Governadors almohades
- Yahya al-Miruki 1204-1207 (almohade)
- Abu Muhammad Abd al-Wahid 1207-1221
- Abu Said Abd al-Rahman març a juny de 1221
- Said Abu l-Ala Idris 1221
- Ibrahim ibn Ismail al-Hafsi, interí 1221-1222
- Said Abu l-Ala Idris (altre cop) 1222-1223
- Abu Yahya Amran 1223
- Abu Zaiyid 1224
- Abu Amran Musa 1224-1226
- Desconegut 1226-1228
- Yahya 1228-1236
- Abd al-Rahman Yakub 1236-vers 1247

### Governadors hàfsides (1247-1324)
- Muhammad "Coll de Plata" ibn Isa al-Hafsi 1247-1279
- Murjim 1279-1282
- Muhammad (altre cop) 1282-1285
- Yusef ibn Tahir al-Yourbui 1285-1309
- Zakariyah ibn Ahmed al-Hafsi 1309-1318
- Muhammad ibn Musa al-Hafsi 1318-1324
- Muhammad ibn Kaabour 1324
- Saïd ibn Tahir 1324

### Banu Thabit o Banu Ammar
- Thabit ibn Muhammed al-Wishahi 1324 d. 1326 (governador hàfsida)
- Ahmed ibn Tahir 1324 (governador hàfsida)
- Thabit I ibn Muhammad al-Wishahi (altra vegada) 1324-1327 (governador hàfsida)
- Muhammed ibn Thabit 1327-1348
- Thabit II ibn Muhammad 1348-1354 o 1355
- Filippo Doria de Gènova 1354 o 1355-1355
- Ahmed ibn Makki 1355-1365 (dinastia Banu Makki de Gabès)
- Abd al-Rahman ibn Ahmed ibn Makki 1365-1371 (dinastia Banu Makki de Gabès)
- Abu Bakr ibn Muhammad 1371-1392
- Ali ibn Ammar 1392-1397
- Yahya ibn Abu Bakr 1397-1398
- Abd al-Wahid 1397-1398
- a Tunísia (hàfsides) 1398

### Governadors hàfsides (1398-1510)
- Abd al-Aziz 1398-1420
- al-Mansur Muhammad ibn Abd al-Aziz 1420-1429
- Abu Muhammed Abd al-Wahid ibn Hafs 1429-1456
- Abu Bakr ibn Othman 1456-1470
- Cheikh Mansur 1470-1472
- Yusef 1472-1480
- Mammi (o Mohammed) 1480-1492
- Abdallah ibn Sharef 1492-1510
- A Espanya 1510

### Governadors espanyols
- Pedro de Navarra 1510
- Diego de Vierra 1510-1511
- Don Jaume de Requesens 1511-1512
- Giovanni Francesco Paterno 1512
- Guillem de Moncada 1512-1520
- Desconeguts 1520-1530

### Governadors de l'Orde de Malta
- Gaspare de Sanguessa 1530-1531
- Bernardino Macado 1530-1532
- Aurelio Bottigella 1532-1533
- Garcia Cortès 1533-1535
- Georg Schiling 1535-1537
- Aurelio Bottigella (segon cop) 1537-1539
- Hernando de Breacamonte 1539-1544
- Cristofano de Solis Farfan 1544-1546
- Jean Parisot de la Valette (gran mestre 1557-68) 1546-1549
- Pedro Nuñez de Herrera 1549-1551
- Gaspare dei Valle abril a agost de 1551
- Conquesta otomana 14 d'agost de 1551

### Paixàs (1551-1609) i deis (1609-1711) otomans
- Murad Agha 1551-1556
- Turgut Reis Pasha (Dragut) 1556-1565
- Yahya Pasha 1565-1566
- el-Euldj Ali Pasha (Lucciali) 1556-1565
- Djaafar Pasha 1566-1580
- Murad Pasha 1580-1581
- Kaid Ramadan Pasha 1581-1584
- Mustafa Pasha 1584-1587
- Hussein Pasha 1587-1595
- Ibrahim Pasha 1595-1600
- Iskander Pasha 1600-1606
- Selim Pasha 1606-1607
- Ali Pasha 1607-1609
- Ahmed Pasha 1609
- Suleiman Sfer Dey 1610-1620
- Mustafa Sherif Pasha Dey 1620-1631
- Kasim Pasha 1631
- Ramadan Agha Dey 1631-1633
- Mehmed Sakizli Dey 1633-1649
- Osman Saqizli Dey 1649-1672
- Osman Reis al-Suhali Dey 1672
- Bali Djanush Dey 1672-1673
- Arnavut Halil Pasha 1673-1675
- Mustafa Pehlevan Dey 1675
- Ibrahim Misrli-Oglu Dey 1675-1676
- Ibrahim Djelebi Dey Annebli 1676
- Mustafa el-Kbir Dey Estenquilli 1676-1677
- Osman Baba Wakil Al Khardj Dey 1677-1678
- Ak Mehmed Bey al-Hadded 1678-1679
- Hasan Abaza Dey 1679-1683
- Yulk Muhammad Dey 11-13 de juny de 1683
- Ali al-Djezairli 1683-1684
- Hadjdji Abdallah Dey Izmirli 1684-1687
- Ibrahim Terzi Dey maig a novembre de 1687
- Mehmed Pasha al-Imam Kerdeki 1687-1701
- Osman al-Kahwadji Dey Dragutli maig a agost de 1701
- Mustafa Gallipoli Dey 1701-1702
- Mehmed Imam Dey 1702-1706
- Khalil Pasha Karh Deghli 1706-1709
- Ibrahim al-Arkli Aleyli 1709-1710
- Ibrahim (or Ismaïl) Khoudja 1710-1711
- Hadjdji Rejeb Dey 20 de gener de 1711
- Mehmed Husein Djavush Bey gener a juliol de 1711
- Abu Umais Djavush Bey 4 a 29 de juliol de 1711

### Dinastia Karamanli
- Ahmad I Pasha Karamanli 1711-1745
- Mehmed I Pasha Karamanli 1745-1754
- Ali I Pasha Karamanli 1754-1793
- Ahmad II Pasha Karamanli, bey 1791-1793
- Ali Burghul Pahsa Çezayrli 1793-1795
- Ahmad II Pasha Karamanli 1795
- Yusuf Pasha Karamanli (proclamat governador 1792-1793) 1795-1832
- Ali II Pasha Karamanli 1832-1835
- Mehmed II Pasha Karamanli 1832-1835 (rebel)

### Governadors otomans
- Mustafa Negib Pasha 1835
- Mehmed Reis Pasha 1835-1837
- Tahir Pasha 1837-1838
- Hassan Pasha 1838
- Ali Asker Pasha 1838-1842
- Mehmed Emin Pasha 1842-1847
- Ragib Pasha 1847-1848
- Haçi Ahmed Izzet Pasha 1849-1849
- Mustafa Asim Pasha 1849-1852
- Mustafa Nuri Pasha 1852-1855
- Osman Pasha Nazhar 1855-1858
- Ahmed Izzet Pasha 1858-1860
- Mahmud Nedim Bey 1860-1867
- Hassan Pasha (interí) 1867
- Ali Reza Pasha 1867-1870
- Mustafa Pasha (interí) 1870
- Mehmed Halid Pasha 1870-1871
- Mehmed Rashid Pasha 1871-1872
- Ali Reza Pasha (segon cop) 1872-1873
- Samih Pasha 1873-1874
- Mustafa Asim Pasha (segon cop) 1874-1875
- Mustafa Pasha 1875-1876
- Mehmed Çelaleddin Pasha 1876-1878
- Savfet Pasha 1878
- Sabri Pasha 1878-1879
- Ahmed Izzet Pasha (segon cop) 1879-1880
- Mehmed Nazif Pasha 1880-1881
- Ahmed Rasim Pasha 1881-1896
- Nemik Bey 1896-1899
- Haçim Bey 1899-1900
- Hafiz Mehmed Pasha 1900-1903
- Hasan Husni Pasha (Hüseyin Effendi) 1903-1904
- Abderrahman Bey (interí) 1904
- Reçeb Pasha 1904-1908
- Ahmed Favzi Pasha 1908-1909
- Hüseyin Husni Pasha. 1909-1910
- Ibrahim Pasha 1910-1911
- Ahmed Bassim Bey (interí) 1911
- Neshet Bey 1911
- Bekir Samih Bey 1911-1912
- Sulayman ibn Abd Allah al-Baruni 1912-1913, emir del Djabal Nafusa
- Osman Bey 1915 - 1917
- Sulayman ibn Abd Allah al-Baruni 1916-1918, governador general otoma de Tunísia, Algeria i Trípoli
- Nuri Bey 1917 - 1918
- Ishaq Bey 1918
- Osman Fuad Pasha 1918 - 16 Nov 1918

## Govern de Tripolitana
- Ramadham al-Shteui 1917-1918, president de la república (a Misurata)
- Ahmad Tahir al-Murayyid 18 de novembre de 1918-1 de juny de 1919 President del consell de la República
- Sobirania italiana 1 de juny (reconeguda el 12 de juliol) de 1919 a 16 de novembre de 1919
- Ahmad Tahir al-Murayyid 16 de novembre de 1919-1920 President del consell de la República, i 1920-1923 President de l'Òrgan Central de Reforma

## Governadors italians
- Raffaele Bosca Ricci d'Olmo 5 d'octubre de 1911 - 11 d'octubre de 1911
- Carlo Francesco Giovanni Battista Caneva 11 d'octubre de 1911 - 1912
- Ottavio Ragni 1912 - 2 de juny de 1913
- Vincenzo Garioni 2 de juny de 1913 - 1914
- Luigi Druetti 1914 - 1915
- Iulio Cesare Tassoni 1915
- Giovanni Battista Ameglio 1915 - 5 d'agost de 1918
- Vincenzo Garioni 5 d'agost de 1918 - 17 de maig de 1919 (segona vegada)
- Vittorio Menzinger 1 d'agost de 1919 - 6 de juliol de 1920
- Luigi Mercatelli 6 de juliol de 1920 - juliol de 1921
- Giuseppe Volpi, comte de Misurata juliol de 1921 - juliol de 1925
- Emilio De Bono juliol de 1925 - 24 de gener de 1929
- Pietro Badoglio 24 de gener de 1929 - 31 de desembre de 1933
- al govern general de Líbia 1 de gener de 1934
  - Italo Balbo 1 de gener de 1934 - 28 de juny de 1940
  - Rodolfo Graziani, marquès de Neghelli 1 de juliol de 1940 - 25 de març de 1941
  - Italo Gariboldi 25 de març de 1941 - 19 de juliol de 1941
  - Ettore Bastico 19 de juliol de 1941 - 2 de febrer de 1943

## Governadors militars, administradors, residents
- Maurice Stanley Lush 15 de desembre de 1942 - 26 de gener de 1943, governador militar
- Travers Robert Blackley 26 de gener de 1943 - 1943, governador militar
- Travers Robert Blackley 1943 - abril de 1949 administrador, abril de 1949 - 24 de desembre de 1951 resident

## Governadors
- Fadhil bin Zikri Dec 1951 - 1955, governador
- Abdessalam Bussairy 1955
- Jamal Bashaga 1955 - 1958
- Taher Bekir 1958 - 1960
- Fadhil bin Zikri (segon cop) 1960 - 1963
- Fi dels sistema federal

## Primers ministres
- Mahmud al-Muntasir març de 1951 - desembre de 1951
- Mahmud el-Bishti desembre 1951 - 1958
- A. Dansouf 1958 - 1961
- Ali Adib 1961 - 1963